# Eliomar Marcón
Eliomar Marcón (Seberi, 15 novembre 1975) è un ex calciatore brasiliano, di ruolo attaccante.

## Carriera
Comincia a giocare in Uruguay, nel Defensor, per poi partecipare al campionato italiano di Serie B 2002-2003 con la maglia del Venezia.
In seguito si trasferisce in Messico, giocando prima per l'UAG, poi per il Santos Laguna e infine per l'Indios.

## Palmarès

### Club

#### Competizioni nazionali
- Liguilla Pre-Libertadores de América: 1

Defensor: 2000